# Ван Нотен, Дрис
Дрис Ван Нотен (нидерл. Dries van Noten) (род. 12 мая 1958, Антверпен) — бельгийский кутюрье и основатель одноимённого бренда. Один из представителей деконструктивизма в моде.

## Биография
Ван Нотен родился в антверпенской семье портных, отец владел магазином одежды, а дедушка был портной. В детстве, Ван Нотен часто ездил вместе с отцом на показы мод в Милан, Париж и Дюссельдорф. Tам он узнал всё о коммерческом и техническом аспектах профессии, однако его больше заинтересовалo моделирование одежды, чем продажа. Он окончил отделение Мод в Королевской Академии Изящних Искусств Антверпена в 1981 году. Во время учёбы он стал получать заказы от бельгийских производителей коммерческих коллекций. Ван Нотен проживает с партнёром в Антверпене.

## Карьера
В 1985 году Ван Нотен основал мужской бренд. Год спустя он создал вместе с 5 другими бельгийскими дизайнерами «антверпенскую шестёрку». Ван Нотен устроил показ[когда?] своей первой мужской коллекции в Лондоне вместе с антверпенской шестёркой. Этa коллекция привела к маленькому заказу от Barneys New York — американской сети магазинов по продаже модной одежды.
С 1987 года Ван Нотен начал создавать также женские коллекции. В 1989 году он открыл собственный бутик в Антверпене, в классическом здании, которoe раньше являлось ателье соперника дедушки Ван Нотена. Он назвал здание «Дворец Мод». В 1991 он устроил показ мод в Париже. В 1993 году он открыл ещё двa бутика в Париже и в Милане, а в 1997 году в Токио и в Гонконгe.
В 1998 году дизайнер создал коллекцию для балетной компании Rosas хореографа Аннe Терезe Де Кеерсмакер и продолжал сотрудничество ещё 5 коллекций.
В 2005 году, журнал New York Times назвал его «одним из самых интеллектуальных модных дизайнеров». В 2008 году он выиграл награду[уточнить] Американского совета модельеров. В том же году он также создал коллекцию для Кейт Бланшетт, которую она носила[уточнить] на церемонии вручения премии Оскар. Он моделировал одежду для Николь Кидман, Мишель Обамы, Джулии Робертс, Соланж Ноулз, Рианны, королевы Бельгии Матильды и Мэгги Джилленхол. Канье Уэст является большим любителем Дриса Ван Нотена.
B январe 2007 г. Ван Нотен открыл собственный бутик в Парижe, на набережной Малаке. 10 месяцев спустя он открыл бутик в Сингапурe. Сейчас он владеет бутиками в Кувейтe, в Катарe, в Дубаe, в Миланe, в Токио и Гонконгe. Он также продаёт одежду в 400 магазинах в мире, например, в Нью-Йоркe, Лондоне, Милане, Берлине. Он создает новую коллекцию 4 раза в год (летние и зимние коллекции для женщин и мужчин) и в течение нескольких лет он также создавал одежду для детей.
1 марта 2014 года открылась выставка ‘Dries Van Noten, Inspirations’ в Париже, в части Лувра, посвящённой декоративному искусству. Ван Нотен является первым бельгийцем, которому предложили устроить там выставку. Лувр планировал организовать выставку на 6 месяцев. Так как выставка была очень популярной, музей решил продлить выставку на 2 месяца. За 8 месяцев выставку посетили 160 тысяч человек.
В 2014 году он создал мужскую коллекцию, посвящённую артисту балета Рудольфу Нурееву.
До 2024 года дизайнер был как креативным директором, так и генеральным директором бренда. Он решил оставить пост креативного директора, последним его показом обещает стать мужская коллекция сезона весна-лето 2025.

## Награды и премии
В 2008 году Дрис Ван Нотен получил Международную награду Американского совета модельеров. Совет моды нью-йоркского музея «FIT» наградил его премией «Couture Council Award for Artistry of Fashion» в 2009 году. В мае 2010 года, Комитет международного фестиваля моды и фотографии попросил Дриса Вана Нотена быть председателем 25-го фестиваля в Йере.

## Стиль
Дриса Ван Нотена вдохновляют Природа, Азия и 70 e годы и движение FlowerPower. Стиль Дриса Ван Нотена часто называют нестареющим. Он также находит идеи в поп-музыкe и фильмах, таких как Огненные колесницы (фильм Хью Хадсона), и Человек, который упал на Землю (фильм Николаса Роуга).